# French (Familienname)
French ist ein englischer Familienname.

## Namensträger
- Ann French (* 1960), US-amerikanische Badmintonspielerin
- Anthony French (1920–2017), britischer Physiker
- Augustus French (1808–1864), US-amerikanischer Politiker
- Bob French (1938–2012), US-amerikanischer Jazzmusiker und Moderator
- Bruce French (* 1945), US-amerikanischer Schauspieler
- Burton L. French (1875–1954), US-amerikanischer Politiker
- Calum French (* 1995), britischer Boxer
- Camille French (* 1990), neuseeländische Langstreckenläuferin
- Carlos French (1835–1903), US-amerikanischer Politiker
- Charles French (1860–1952), US-amerikanischer Schauspieler
- Charles Stacy French (1907–1995), US-amerikanischer Biochemiker
- Daniel Chester French (1850–1931), US-amerikanischer Bildhauer
- David French (Dramatiker) (1939–2010), kanadischer Dramatiker
- David French (Schauspieler), kanadischer Schauspieler
- David H. French (Anthropologe) (David Heath French; 1918–1994), US-amerikanischer Anthropologe und Linguist
- David H. French (Archäologe) (David Henry French; 1933–2017), britischer Archäologe
- Dawn French (* 1957), britische Schauspielerin und Komikerin
- Dolores French (* 1951), US-amerikanische Prostituierte und Frauenrechtlerin
- Doug French (* 1935), englischer Snookerspieler
- Ed French (* 1951), US-amerikanischer Maskenbildner
- Edward Lewis French (* 1982), britischer Schauspieler und Synchronsprecher
- Elizabeth Bayard French (1931–2021), britische Archäologin
- Ezra B. French (1810–1880), US-amerikanischer Politiker
- George French (1841–1921), US-amerikanischer Jazzmusiker
- George Arthur French (1944–2024), britischer Militär
- Graeme French (1927–2012), australischer Radsportler
- Hannah French (* 1994), britische Hockeyspielerin
- Harold French (1897–1997), britischer Schauspieler
- Howard W. French (* 1957), US-amerikanischer Journalist, Autor und Fotograf sowie Hochschullehrer
- Jackie French (* 1953), australische Schriftstellerin
- Jahmil French (1992–2021), afrokanadischer Schauspieler
- Jaime French (* 1989), US-amerikanische Fußballspielerin
- James French (Naturforscher) († 1952), kanadischer Naturforscher, siehe French Beach Provincial Park
- James French (Mörder) (um 1936–1966), US-amerikanischer Krimineller
- James French (Rennfahrer) (* 1992), US-amerikanischer Automobilrennfahrer
- James B. French (1857–??), US-amerikanischer Politiker
- James R. French, US-amerikanischer Raumfahrtingenieur
- James Strange French (1807–1886), US-amerikanischer Anwalt
- Jay Jay French (* 1952), US-amerikanischer Rockgitarrist
- Jim French (1932–2017), US-amerikanischer Fotograf und Autor
- Joe French (* 1949), britischer Air Chief Marshal
- John French, 1. Earl of Ypres (1852–1925), britischer Feldmarschall
- John French (Musiker) (* 1949), US-amerikanischer Schlagzeuger und Sänger
- John French (Eishockeyspieler) (John George French; * 1950), kanadischer Eishockeyspieler
- John French (Eisschnellläufer) (* 1955), britischer Eisschnellläufer
- John Douglas French († 1989), US-amerikanischer Neurologe; Direktor des U.C.L.A. Brain Research Institute
- John R. French (1819–1890), US-amerikanischer Politiker
- John R. P. French (1913–1995), US-amerikanischer Psychologe und Hochschullehrer
- Kate French (* 1991), britische Pentathletin
- Kathrine S. French (1922–2006), US-amerikanische Anthropologin
- Kenneth French (* 1954), US-amerikanischer Ökonom
- Larry French (1907–1987), US-amerikanischer Baseballspieler
- Lars E. French (* 1963), Schweizer Dermatologe
- Leonard French (1928–2017), australischer Designer und Glaskünstler
- Leslie French (1904–1999), britischer Schauspieler
- Linda French (* 1964), US-amerikanische Badmintonspielerin
- Marilyn French (1929–2009), US-amerikanische Schriftstellerin und Literaturwissenschaftlerin
- Mark French (Ingenieur) (* 1963), US-amerikanischer Akustikingenieur
- Mark French (Eishockeytrainer) (* 1971), kanadischer Eishockeyspieler und -trainer
- Mark French (Radsportler) (* 1984), australischer Radsportler
- Mary French Sheldon (1847–1936), US-amerikanische Forschungsreisende und Schriftstellerin
- Mele French (* 1984), US-amerikanische Fußballspielerin
- Melinda French Gates (* 1964), US-amerikanische Geschäftsfrau und Philanthropin
- Neville Arthur Irwin French (1920–1996), britischer Diplomat und Kolonialbeamter
- Nicci French, Pseudonym des Autorenehepaares Nicci Gerrard und Sean French
- Nicholas French (1604–1678), irischer Geistlicher, Bischof von Ferns
- Nicki French (* 1964), englische Sängerin und Tänzerin
- Nora May French (1881–1907),  US-amerikanische Journalistin und Dichterin
- Papa French (Albert French; 1910–1977), US-amerikanischer Jazzmusiker
- Patrick French (1966–2023), britischer Historiker, Literaturwissenschaftler und Biograf
- Paul French, Pseudonym von Isaac Asimov, schrieb unter diesem Namen die Lucky-Starr Romane
- Percy French (1854–1920), irischer Songwriter und Unterhaltungskünstler
- Philip French (1933–2015), britischer Filmkritiker und Hörfunkproduzent
- Pru French (* 1950), britische Speerwerferin
- Richard French (1792–1854), US-amerikanischer Politiker
- Sam French (* 1976), US-amerikanischer Filmregisseur und Drehbuchautor
- Samuel French (1980–2025), US-amerikanischer Schauspieler
- Samuel Gibbs French (1818–1910), US-amerikanischer Generalmajor der Konföderierten
- Seán French (Politiker, 1889) (1889–1937), irischer Politiker
- Seán French (Politiker, 1931) (1931–2011), irischer Politiker
- Sean French (Schriftsteller) (* 1959), englischer Journalist und Romanautor
- Shannon E. French (* 1970), US-amerikanische Philosophin und Hochschullehrerin
- Susan French (1912–2003), US-amerikanische Schauspielerin
- Tana French (* 1973), irische Schriftstellerin
- Thomas Valpy French (1825–1891), britischer Bischof
- Tim French, US-amerikanischer Politiker (Republikaner)
- Valerie French (1932–1990), britische Schauspielerin
- Victor French (1934–1989), US-amerikanischer Schauspieler
- Vivian French (* 1945), britische Kinderbuchautorin
- Wesley French (* 1996), US-amerikanischer American-Football-Spieler
- William French (Kupferstecher) (1815–1898), britischer Kupferstecher
- William D. French, US-amerikanischer Vizeadmiral
- William H. French (William Henry French; 1815–1881), US-amerikanischer General